# Landschaftsschutzgebiet Mündungsbereich Bega/Werre

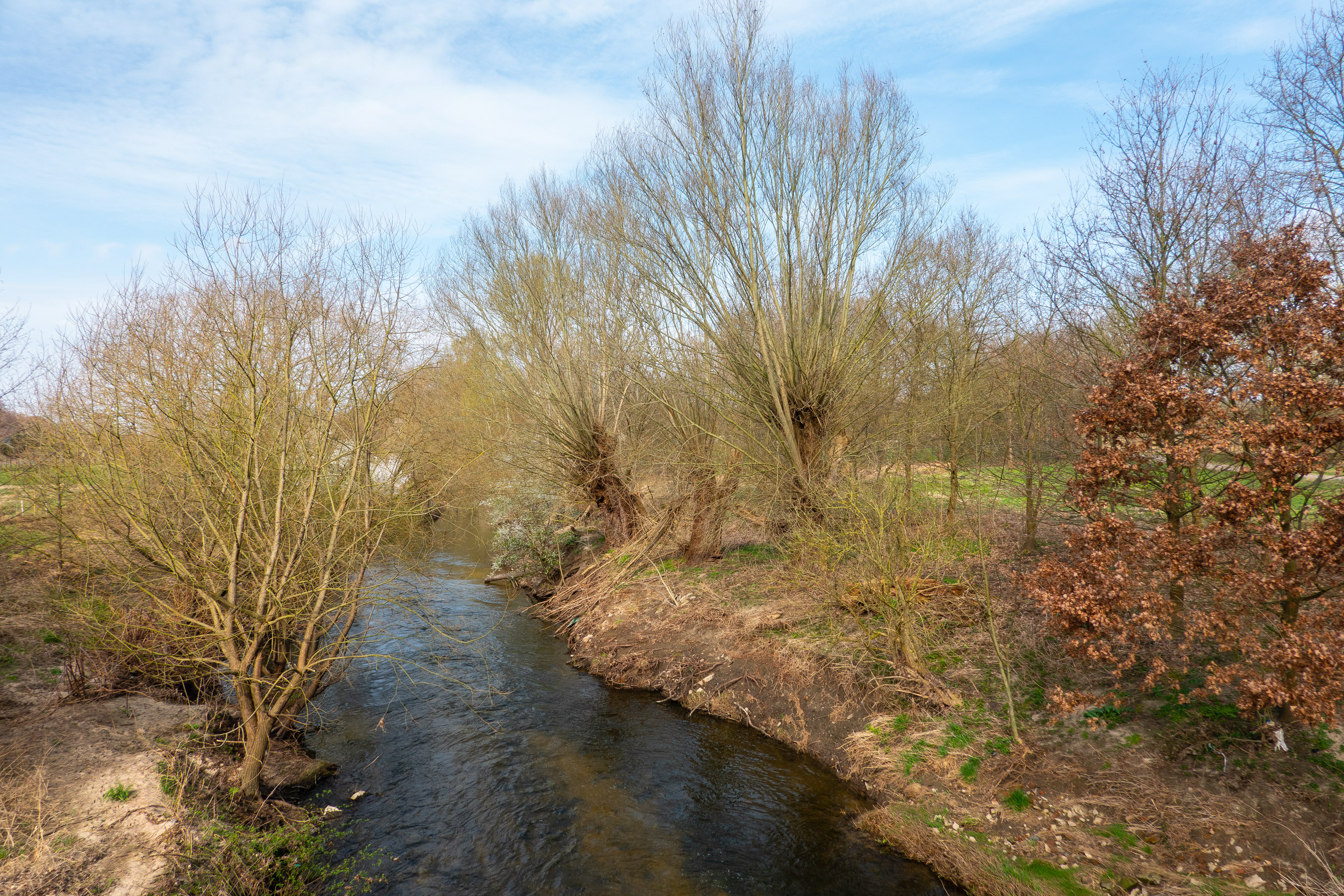
Die Werre im LSG Mündungsbereich Bega/Werre

Das Landschaftsschutzgebiet Mündungsbereich Bega/Werre mit 92,0 Hektar Flächengröße liegt nordwestlich von Schötmar im Stadtgebiet von Bad Salzuflen. Es wurde 2006 mit dem Landschaftsplan Bad Salzuflen durch den Kreistag des Kreises Lippe als Landschaftsschutzgebiet (LSG) ausgewiesen.

## Beschreibung
Das LSG umfasst den Mündungsbereich der Bega in die Werre mit Aue. Großteils wird die Aue als beweidetes Grünland und Acker genutzt. Gehölzbestände untergliedern das Schutzgebiet stark. Teile der Aue wurden früher als Rieselgelände der Hoffmann’s Stärkefabriken genutzt. Angrenzend an die Bebauung im Süden und Südosten des Gebietes befinden sich zwei kleinere Pappelwäldchen.
Der Landschaftsplan Bad Salzuflen führt zum Wert des Landschaftsschutzgebietes aus: „Aufgrund der stadtnahen Lage und der vorhandenen landschaftsästhetischen Wirkung ist das Gebiet für die Naherholung der Bad Salzufler Bevölkerung von Bedeutung. Die vorhandenen Wegeverbindungen werden als Fuß- und Radwege genutzt.“

## Schutzzwecke für das LSG
Laut Landschaftsplan erfolgte die Ausweisung des LSG zur:
- „Erhaltung und Wiederherstellung der Leistungsfähigkeit des Naturhaushaltes in ökologisch besonders wertvoll strukturierten Bereichen mit Wasser-, Klima- und Biotopschutzfunktionen,“
- „Erhaltung und Wiederherstellung von Quellbereichen und naturnahen Fließgewässern, Wald- und Grünlandbereichen unterschiedlicher Feuchtestufen, Feldgehölzen, Hecken und Obstwiesen,“
- „Erhaltung morphologisch ausgeprägter Bereiche zur Sicherung der landschaftlichen Eigenart und Vielfalt für die Erholung,“
- „Erhaltung wertvoller Biotopkomplexe aus Wald-Grünlandbereichen, Fließgewässern und Quellen sowie Biotopen nach § 62 LG mit wichtigen Refugial-, Puffer-, Trittstein- und Vernetzungsfunktionen,“
- „Erhaltung und Wiederherstellung wichtiger Rückzugsräume für die bedrohte Tier- und Pflanzenwelt,“
- „Sicherung der das Orts- und Landschaftsbild gliedernden und belebenden und die dörflichen Siedlungsstrukturen prägenden Freiraumelemente.“[1]

## Rechtliche Vorschriften
Im Landschaftsschutzgebiet ist unter anderem das Errichten von Bauten verboten. Grün- und Brachland darf nicht in eine andere Nutzungsart umgewandelt oder umgebrochen werden.